# スター課外授業
『スター課外授業』（スターかがいじゅぎょう）は、1989年4月18日から同年6月27日までテレビ東京系列で放送されていたテレビ東京製作のバラエティ番組である。司会は吉村明宏と山瀬まみが務めていた。全9回。放送時間は毎週火曜 19:00 - 19:30 （日本標準時）。
番組は2か月あまりで同タイトルでの放送を終了し、『スターどっきん学園』と改題リニューアルした。

## サブタイトル
1. ジャイアント馬場物語
2. サッカー㊙奥寺康彦物語
3. 再開 涙のダンプ松本物語
4. 大ウケ森末慎二物語
5. 爆笑コント島崎俊郎物語
6. 母校大さわぎ 吉村明宏物語
7. 名門女子学園で秋野暢子㊙特技先生
8. エッ ほのぼの先生小倉久寛 初恋の人
9. 大爆笑西川のりお先生